# Wave Race: Blue Storm
Wave Race: Blue Storm es un videojuego de carreras de motos de agua desarrollado por Nintendo Software Technology en 2001 para la consola GameCube. Este juego acompañó el lanzamiento de la consola en los tres mercados. Es la secuela de Wave Race 64 para Nintendo 64.

## Características generales
- Cinco modos de juego: Campeonato, Recorrido libre, Contrarreloj, Entrenamiento (Tutorial), Modo acrobático.
- Ocho personajes jugables. Cada uno de ellos con cinco características variables que les diferencian entre sí y sirven para adaptarse a cada estilo de jugador.
- Tres niveles de dificultad: Normal (con cinco circuitos), Difícil (con seis) y Experto (con siete).
- Ocho circuitos en los que correr que varían según el nivel de dificultad. Algunos de ellos se deben desbloquear, generalmente ganando campeonatos.
- El movimiento de las olas y la apariencia del agua han sido implementados de manera realista.
- Ambientes variables (soleado, nuboso, lluvioso) que afectan al desarrollo de las carreras de una manera o de otra.

## Sistema de juego
Seleccionemos el modo de juego que seleccionemos, lo primero que haremos será seleccionar el corredor con el que jugaremos, pudiendo variar algunas características y el color. Después de esto pasamos a la selección del circuito.
En el modo Campeonato, seleccionamos la dificultad y dependiendo de esto, habrá más o menos circuitos. Se nos mostrará una tabla del tiempo que hará durante los días de carrera, y seremos nosotros los que decidamos el orden en que corremos los circuitos, excepto el último de cada campeonato (suele ser el circuito a desbloquear). Este dato puede ser muy importante, ya que correr con mal tiempo en un circuito en el que el jugador no sea diestro, puede complicarse aún más.
En esta misma pantalla se nos dan los requisitos mínimos que necesitaremos para continuar en el campeonato: se nos indica el número de puntos que debemos conseguir en la carrera. Si no alcanzamos este objetivo, quedamos eliminados del campeonato y debemos comenzar uno nuevo. El ganador del campeonato será aquel que al finalizar todos los recorridos del campeonato haya sumado más puntos. A continuación la lista de puntos según la posición en que quedemos al terminar cada carrera:
| Ranking    | Puntos    |
| ---------- | --------- |
| 1º Puesto  | 12 puntos |
| 2º Puesto  | 10 puntos |
| 3º Puesto  | 8 puntos  |
| 4º Puesto  | 6 puntos  |
| 5º Puesto  | 4 puntos  |
| 6º Puesto  | 3 puntos  |
| 7º Puesto  | 2 puntos  |
| 8.º puesto | 1 punto   |

Tras la selección del campeonato y el circuito que queramos, comienza el verdadero juego. Siempre correrán ocho jugadores, incluyendo el controlado por el jugador. La posición en la que se empiece la carrera viene determina por la posición en que se quedó en la anterior carrera: si quedamos segundos antes, saldremos en segunda posición ahora. En la primera carrera de cada campeonato se empieza el último. Una carrera consiste en dar tres vueltas al recorrido.
Para dar la salida, un semáforo irá cambiando sus luces de rojo a amarillo y de este a verde. Si el jugador acelera justo en el momento en el que las luces se ponen verdes, obtiene un turbo, que podrá utilizar cuando estime oportuno. Estos turbos también pueden activarse a lo largo de la carrera cuando el medidor de potencia se llene, esto sucede si mantenemos un ritmo constante, no chocamos con nada, superamos correctamente las boyas o hacemos alguna acrobacia.
Durante la carrera, aparte de llegar a la meta, el jugador debe seguir un recorrido estipulado por boyas. Estas boyas pueden ser de dos colores, rojas y amarillas. Las rojas deben superarse por su lado derecho, y las amarillas, por su lado izquierdo. Si durante la carrera no superamos correctamente una boya se dará como fallada. El jugador tiene un tope de cinco fallos permitidos, si se comete uno de más, el jugador queda eliminado de la carrera quedando en última posición.
Existe otro tipo de boya, roja y más pequeña, que marca los límites del circuito. No deben rebasarse, pues si se supera el tiempo límite para volver al circuito, quedamos eliminados.
Aparte del modo Campeonato, existen otros modos ya enumerados anteriormente y que mantienen algunas de las características que se acaban de describir:
En el modo de Recorrido libre el jugador elige un circuito y navega por él sin límite de tiempo ni otros corredores. No hay que cumplir ningún objetivo ni regla, por lo que es perfecto para familiarizarse con cada circuito, para buscar sus atajos o para probar personajes.
El modo contrarreloj propone mejorar el tiempo necesario en completar cada circuito. El jugador está solo en el circuito mientras el reloj corre.
En el modo acrobático la meta consiste en sumar la mayor cantidad de puntos haciendo diferentes acrobacias. Estas acrobacias se realizan mediante combinaciones de botones.
El modo Entrenamiento, es un tutorial para los principiantes, donde se explican todos los controles del juego.
Para terminar, el modo multijugador, para hasta cuatro jugadores a la vez, permite jugar en los modos Campeonato y Acrobático.

## Personajes
- Ryota Hayami: equilibrado. Válido tanto para jugadores principiantes como expertos.

- David Mariner: el más rápido. Baja maniobrabilidad, sólo para expertos.

- Akari Hayami: muy lenta. Para principiantes.

- Nigel Carver: perfecta maniobrabilidad. Para jugadores avanzados y expertos.

- Ayumi Stewart: equilibrada. Tanto para jugadores principiantes como expertos.

- Rob Haywood: muy rápido. Para expertos.

- Ricky Winterborn: muy lento. Para principiantes.

- Serena Del Mar: gran maniobrabilidad. Para jugadores avanzados y expertos.

## Circuitos
Estos son todos los circuitos que incluye el juego. Disponibilidad significa en qué grados de dificultad del campeonato pueden jugarse, Y Desbloquearse, si necesita ser desbloqueado.
- Dolphin Park
  - Disponibilidad: Ninguna (se usa para otros modos como entrenamientos, acrobacias,...)
  - Desbloquear: No

- Lost Temple Lagoon
  - Disponibilidad: Normal, Difícil, Experto
  - Desbloquear: No

- Southern Island: 
  - Disponibilidad: Normal, Difícil, Experto
  - Desbloquear: No

- Aspen Lake
  - Disponibilidad: Normal, Difícil, Experto
  - Desbloquear: No

- Ocean City Harbor
  - Disponibilidad: Normal, Difícil, Experto
  - Desbloquear: No

- Arctic Bay
  - Disponibilidad: Normal, Difícil, Experto
  - Desbloquear: Sí

- La Razza Canal
  - Disponibilidad: Difícil, Experto
  - Desbloquear: Sí

- Strongwater Keep
  - Disponibilidad: Experto
  - Desbloquear: Sí

## Curiosidades
- Este juego es la secuela de Wave Race 64, que también fue juego de lanzamiento para la antecesora de NGC, Nintendo 64.

- Los personajes Ryota Hayami, David Mariner y Ayumi Stewart ya aparecían en Wave Race 64.

- Los personajes Akari Hayami, Rob Haywood y Ricky Winterborn están sacados del juego 1080° Snowboarding también de Nintendo 64.

- En Super Smash Bros. Melee se puede conseguir un premio de Ryota Hayami.

- Curiosamente ni las motos ni las vallas publicitarias llevan el nombre de Kawasaki Heavy Industries cómo sucedió con Wave Race 64. Es posible que el acuerdo entre Nintendo y dicha compañía haya expirado al momento en que Blue Storm iba a lanzarse.